# Viktor Kotchemazov
Viktor Nikolaïevitch Kotchemazov (Ви́ктор Никола́евич Кочема́зов), né le 7 avril 1966 au village de Krassilnikovo dans l'oblast de Kostroma (URSS), est un officier général de la marine russe, actuel commandant de la base navale de Novorossiisk de la flotte de la mer Noire. Il a été nommé contre-amiral en 2010.

## Biographie
Il entre dans la marine soviétique en août 1983. Il est cadet de la faculté de navigation de l'École supérieure navale de la Caspienne (septembre 1983 - juillet 1988). Il est diplômé de l'université avec mention et est nommé commandant de l'ENG BCH-1 du 246e équipage d'un grand sous-marin, à partir d'avril 1990, commandant de l'ENG BCH-1 du 615e équipage. En août 1991, du K-253 de la 24e division de sous-marins de la 3e flottille de sous-marins de la flotte du Nord. En janvier 1992, il est nommé commandant adjoint du 615e équipage d'un grand sous-marin, en février 1995, commandant adjoint du 608e équipage d'un sous-marin de missiles stratégiques de la 24e division de sous-marins de la 3e flottille de sous-marins de la flotte du Nord. En août 1996, il est adjoint principal du capitaine du 266e équipage d'un sous-marin de croisière et en juin 1997, il commande le K-328, et en juin 1998 il est commandant du sous-marin de lance-missiles stratégiques Bars de la flotte du Nord. Il est diplômé des Classes supérieures des officiers spéciaux de la Marine (octobre 1998-juillet 1999), puis il est nommé commandant du 266e équipage du sous-marin nucléaire de croisière K-395 de la flotte du Nord. Il est élevé au grade grade de capitaine de 1er rang, en 2000.
Il étudie de septembre 2001 à juin 2003 à l'Académie navale Kouznetsov. En juin 2003, il commande le croiseur K-238 Léopard (basé à Gadjievo); de 2005 à 2008, il est chef d'état-major de la 24e division des sous-marins de la flotte du Nord; de 2009 à 2010, il commande cette division de la 12e escadre des sous-marins de la flotte du Nord. Le 9 juillet 2010, Kotchemazov est nommé chef d'état-major et premier commandant adjoint des forces sous-marines de la flotte du Nord. En 2012 et 2013, il est chef d'état-major et premier commandant des forces sous-marines de la flotte de l'Océan Pacifique. Il est nommé contre-amiral le 14 décembre 2010.
En 2013, il est chef de la direction de la préparation au combat de la flotte militaire russe.
L'amiral Kotchmazov devient le 24 juillet 2019 commandant de la base navale de Novorossiisk, succédant au contre-amiral Chastov.

## Distinctions
- Ordre du Courage (6 février 2008)[2]
- Ordre du « mérite militaire » (16 octobre 1999)[3]
- Ordre du « mérite naval »
- Médaille de l'ordre du « mérite pour la Patrie » de IIe classe.

## Liens extérieurs
- (ru) Контр-адмирал Сергей Пинчук на сайте Минобороны России
- (ru) У Новороссийской военно-морской базы новый командир
- (ru) Командующий Черноморским флотом представил нового командира Новороссийской военно-морской базы